# G8-mötet 2005
G8-mötet 2005 ägde rum på Gleneagles Hotel i Perthshire, Skottland i Storbritannien den 6-8 juli 2005. Diskussionerna färgades av bombdåden i London men diskussioner handlade även om miljöfrågor (klimatförändringar), skuldsituationen för länderna i Afrika samt om situationen i Mellanöstern. De beslutade att skriva av skulderna för 18 afrikanska länder samt att överväga ytterligare länder för samma åtgärd. Samtidigt beslutade de om 20 miljarder US-dollar till den Palestinska myndigheten som en del i strävan efter att åstadkomma en palestinsk stat jämsides med Israel.